# Regla del 72
En finances, la regla del 72, la regla del 70 i la regla del 69.3 són mètodes per estimar el temps de duplicació d'una inversió. El nombre de regla (per exemple, 72) es divideix pel percentatge d'interès per període (generalment anys) per obtenir el nombre aproximat de períodes necessaris per duplicar-se. Tot i que les calculadores científiques i els programes de fulls de càlcul tenen funcions per trobar el temps de duplicació precís, les regles són útils per als càlculs mentals i quan només hi ha una calculadora bàsica disponible.
Aquestes regles s'apliquen al creixement exponencial i, per tant, s'utilitzen per a l'interès compost en lloc dels càlculs d'interès simple. També es poden utilitzar per a la descomposició per obtenir un temps de reducció a la meitat. L'elecció del nombre és majoritàriament una qüestió de preferència: 69 és més precís per a la composició contínua, mentre que 72 funciona bé en situacions d'interès comú i és més fàcilment divisible. Hi ha una sèrie de variacions a les regles que en milloren la precisió. Per a la composició periòdica, el temps exacte de duplicació per a un tipus d'interès de r per cent per període és:
{\displaystyle t={\frac {\ln(2)}{\ln(1+r/100)}}\approx {\frac {72}{r}}} ,
on t és el nombre de períodes necessaris. La fórmula anterior es pot utilitzar per més que calcular el temps de duplicació. Si es vol saber el temps de triplicació, per exemple, substituïu la constant 2 del numerador per 3. Com a altre exemple, si es vol saber el nombre de períodes que triga el valor inicial a augmentar un 50%, substituïu la constant 2 per 1,5.

## Ús de la regla per estimar períodes de capitalització
Per estimar el nombre de períodes necessaris per duplicar una inversió original, dividiu la "quantitat-regla" més convenient per la taxa de creixement esperada, expressada com a percentatge.
- Per exemple, si invertiu 100 euros amb un interès compost a una taxa del 9% anual, la regla del 72 dona 72/9 = 8 anys necessaris perquè la inversió valgui 200 euros; un càlcul exacte dona ln(2) /ln(1+ 0,09) = 8,0432 anys.

De la mateixa manera, per determinar el temps que triga a què el valor dels diners es redueixi a la meitat a una taxa determinada, dividiu la quantitat de la regla per aquesta taxa.
- Per determinar el temps en què el poder adquisitiu dels diners es redueixi a la meitat, els financers divideixen la quantitat per la taxa d'inflació. Així, amb una inflació del 3,5% utilitzant la regla del 70, caldria aproximadament 70/3,5 = 20 anys perquè el valor d'una unitat de moneda es redueixi a la meitat.[1]
- Per estimar l'impacte de les comissions addicionals en les polítiques financeres (p. ex., comissions i despeses de fons d'inversió, càrrecs de càrrega i despeses en carteres d'inversió d'assegurances de vida universals variables), dividiu 72 per la tarifa. Per exemple, si la pòlissa de vida universal cobra una comissió anual del 3% per sobre del cost del fons d'inversió subjacent, el valor total del compte es reduirà al 50% en 72/3 = 24 anys i després al 25% del valor en 48 anys, en comparació amb mantenir exactament la mateixa inversió fora de la pòlissa.

## Elecció de la regla
El valor 72 és una opció convenient de numerador, ja que té molts divisors petits: 1, 2, 3, 4, 6, 8, 9 i 12. Proporciona una bona aproximació per a la composició anual i per a la composició a tipus típics (del 6% al 10%). Les aproximacions són menys precises a tipus d'interès més alts.

Per a la combinació contínua, 69 dona resultats precisos per a qualsevol taxa. Això és degut al fet que ln (2) és al voltant del 69,3%; vegeu la derivació a continuació. Com que la composició diària és prou a prop de la composició contínua, per a la majoria de propòsits 69, 69,3 o 70 són millors que 72 per a la composició diària. Per a tarifes anuals més baixes que les anteriors, 69,3 també seria més precís que 72. Per a taxes anuals més altes, 78 és més precís.
| Rate  | Actual Years | Rate × Actual Years | Rule of 72 | Rule of 70 | Rule of 69.3 | 72 adjusted | E-M rule |
| ----- | ------------ | ------------------- | ---------- | ---------- | ------------ | ----------- | -------- |
| 0.25% | 277.605      | 69.401              | 288.000    | 280.000    | 277.200      | 277.667     | 277.547  |
| 0.5%  | 138.976      | 69.488              | 144.000    | 140.000    | 138.600      | 139.000     | 138.947  |
| 1%    | 69.661       | 69.661              | 72.000     | 70.000     | 69.300       | 69.667      | 69.648   |
| 2%    | 35.003       | 70.006              | 36.000     | 35.000     | 34.650       | 35.000      | 35.000   |
| 3%    | 23.450       | 70.349              | 24.000     | 23.333     | 23.100       | 23.444      | 23.452   |
| 4%    | 17.673       | 70.692              | 18.000     | 17.500     | 17.325       | 17.667      | 17.679   |
| 5%    | 14.207       | 71.033              | 14.400     | 14.000     | 13.860       | 14.200      | 14.215   |
| 6%    | 11.896       | 71.374              | 12.000     | 11.667     | 11.550       | 11.889      | 11.907   |
| 7%    | 10.245       | 71.713              | 10.286     | 10.000     | 9.900        | 10.238      | 10.259   |
| 8%    | 9.006        | 72.052              | 9.000      | 8.750      | 8.663        | 9.000       | 9.023    |
| 9%    | 8.043        | 72.389              | 8.000      | 7.778      | 7.700        | 8.037       | 8.062    |
| 10%   | 7.273        | 72.725              | 7.200      | 7.000      | 6.930        | 7.267       | 7.295    |
| 11%   | 6.642        | 73.061              | 6.545      | 6.364      | 6.300        | 6.636       | 6.667    |
| 12%   | 6.116        | 73.395              | 6.000      | 5.833      | 5.775        | 6.111       | 6.144    |
| 15%   | 4.959        | 74.392              | 4.800      | 4.667      | 4.620        | 4.956       | 4.995    |
| 18%   | 4.188        | 75.381              | 4.000      | 3.889      | 3.850        | 4.185       | 4.231    |
| 20%   | 3.802        | 76.036              | 3.600      | 3.500      | 3.465        | 3.800       | 3.850    |
| 25%   | 3.106        | 77.657              | 2.880      | 2.800      | 2.772        | 3.107       | 3.168    |
| 30%   | 2.642        | 79.258              | 2.400      | 2.333      | 2.310        | 2.644       | 2.718    |
| 40%   | 2.060        | 82.402              | 1.800      | 1.750      | 1.733        | 2.067       | 2.166    |
| 50%   | 1.710        | 85.476              | 1.440      | 1.400      | 1.386        | 1.720       | 1.848    |
| 60%   | 1.475        | 88.486              | 1.200      | 1.167      | 1.155        | 1.489       | 1.650    |
| 70%   | 1.306        | 91.439              | 1.029      | 1.000      | 0.990        | 1.324       | 1.523    |

Nota: el valor més precís de cada fila està en cursiva i el més exacte de les regles més senzilles en negreta.

## Història
Una referència primerenca a la regla es troba a la Summa de arithmetica (Venècia, 1494. Fol. 181, n. 44) de Luca Pacioli (1445–1514). Presenta la regla en una discussió sobre l'estimació del temps de duplicació d'una inversió, però no deriva ni explica la regla i, per tant, se suposa que la regla és anterior a Pacioli en algun temps.
| « | A voler sapere ogni quantità a tanto per 100 l'anno, in quanti anni sarà tornata doppia tra utile e capitale, tieni per regola 72, a mente, il quale sempre partirai per l'interesse, e quello che ne viene, in tanti anni sarà raddoppiato. Esempio: Quando l'interesse è a 6 per 100 l'anno, dico che si parta 72 per 6; ne vien 12, e in 12 anni sarà raddoppiato il capitale. (emphasis added). | » |

traduït aproximadament:
| « | In wanting to know of any capital, at a given yearly percentage, in how many years it will double adding the interest to the capital, keep as a rule [the number] 72 in mind, which you will always divide by the interest, and what results, in that many years it will be doubled. Example: When the interest is 6 percent per year, I say that one divides 72 by 6; 12 results, and in 12 years the capital will be doubled. | » |

## Ajustos per a una major precisió
Per a tarifes més altes, seria millor un numerador més gran (p. ex., per al 20%, utilitzar 76 per obtenir 3,8 anys seria només un descompte de 0,002, on utilitzar 72 per obtenir 3,6 seria aproximadament 0, 2). Això es deu al fet que, com abans, la regla del 72 només és una aproximació precisa per a un tipus d'interès del 6% al 10%.
Per cada tres punts percentuals fora del 8%, el valor de 72 es podria ajustar en 1:
{\displaystyle t\approx {\frac {72+(r-8)/3}{r}}}
o, per al mateix resultat:
{\displaystyle t\approx {\frac {70+(r-2)/3}{r}}}
Ambdues equacions se simplifiquen a:
{\displaystyle t\approx {\frac {208}{3r}}+{\frac {1}{3}}}
Tingues en compte que {\displaystyle {\frac {208}{3}}} és força a prop del 69,3.

### Regla EM
La regla de segon ordre d'Eckart-McHale (la regla EM) proporciona una correcció multiplicativa per a la regla de 69,3 que és molt precisa per a les taxes del 0% al 20%, mentre que la regla normalment només és precisa a l'extrem més baix dels tipus d'interès del 0% al 5%.
Per calcular l'aproximació EM, multipliqueu la regla del resultat de 69,3 per 200/(200− r) de la manera següent:
{\displaystyle t\approx {\frac {69.3}{r}}\times {\frac {200}{200-r}}}.
Per exemple, si el tipus d'interès és del 18%, la regla del 69,3 dona t = 3,85 anys, que la regla EM multiplica per {\displaystyle {\frac {200}{182}}} (és a dir, 200/ (200−18)) per donar un temps de duplicació de 4,23 anys. Com que el temps de duplicació real a aquest ritme és de 4,19 anys, la regla EM dona una aproximació més propera que la regla de 72.
Per obtenir una correcció similar per a la regla del 70 o del 72, es pot configurar un dels numeradors i ajustar l'altre per mantenir el seu producte aproximadament igual. Així, la regla EM es podria escriure també com:
{\displaystyle t\approx {\frac {70}{r}}\times {\frac {198}{200-r}}} o {\displaystyle t\approx {\frac {72}{r}}\times {\frac {192}{200-r}}}
En aquestes variants, la correcció multiplicativa esdevé 1 respectivament per a r=2 i r=8, els valors per als quals les regles de 70 i 72 són més precises.

### Padé aproximant
L'aproximant Padé de tercer ordre dona una resposta més precisa en un rang encara més gran de r, però té una fórmula una mica més complicada:
{\displaystyle t\approx {\frac {69.3}{r}}\times {\frac {600+4r}{600+r}}}.

## Derivació

### Composició periòdica
Per a la composició periòdica, el valor futur ve donat per:
{\displaystyle FV=PV\cdot (1+r)^{t}}
on {\displaystyle PV} és el valor actual, {\displaystyle t} és el nombre de períodes, i {\displaystyle r} representa el tipus d'interès per període.
El valor futur és el doble del valor actual quan es compleix la condició següent:
{\displaystyle (1+r)^{t}=2\,}
Aquesta equació es resol fàcilment {\displaystyle t}:
{\displaystyle {\begin{array}{ccc}\ln((1+r)^{t})&=&\ln 2\\t\ln(1+r)&=&\ln 2\\t&=&{\frac {\ln 2}{\ln(1+r)}}\end{array}}}
Una reordenació senzilla mostra:
{\displaystyle {\frac {\ln {2}}{\ln {(1+r)}}}={\bigg (}{\frac {\ln 2}{r}}{\bigg )}{\bigg (}{\frac {r}{\ln(1+r)}}{\bigg )}}
Si r és petit, aleshores ln(1 + r) és aproximadament igual a r (aquest és el primer terme de la sèrie de Taylor). És a dir, aquest darrer factor creix lentament quan {\displaystyle r} és proper a zero.
Anomeneu aquest darrer factor {\displaystyle f(r)={\frac {r}{\ln(1+r)}}}. La funció {\displaystyle f(r)} es mostra precisa en l'aproximació de {\displaystyle t} per a un tipus d'interès petit i positiu quan {\displaystyle r=.08} (vegeu la derivació a continuació). {\displaystyle f(.08)\approx 1.03949} i, per tant, aproximem el temps {\displaystyle t} com:
{\displaystyle t={\bigg (}{\frac {\ln 2}{r}}{\bigg )}f(.08)\approx {\frac {.72}{r}}}
Escrit com a percentatge:
{\displaystyle {\frac {.72}{r}}={\frac {72}{100r}}}
Aquesta aproximació augmenta en precisió a mesura que la composició dels interessos es fa contínua (vegeu la derivació a continuació). {\displaystyle 100r} és {\displaystyle r} escrit com a percentatge.
Per tal de derivar els ajustaments més precisos presentats anteriorment, cal assenyalar que {\displaystyle \ln(1+r)\,} s'aproxima més a {\displaystyle r-{\frac {r^{2}}{2}}} (utilitzant el segon terme de la sèrie de Taylor).{\displaystyle {\frac {0.693}{r-r^{2}/2}}} llavors es pot simplificar encara més mitjançant aproximacions de Taylor:
{\displaystyle {\begin{array}{ccc}{\frac {0.693}{r-r^{2}/2}}&=&{\frac {69.3}{R-R^{2}/200}}\\&&\\&=&{\frac {69.3}{R}}{\frac {1}{1-R/200}}\\&&\\&\approx &{\frac {69.3(1+R/200)}{R}}\\&&\\&=&{\frac {69.3}{R}}+{\frac {69.3}{200}}\\&&\\&=&{\frac {69.3}{R}}+0.3465\end{array}}}
Substituint la "R" a R /200 a la tercera línia per 7,79 dona 72 al numerador. Això demostra que la regla del 72 és més precisa per als interessos composts periòdicament al voltant del 8%. De la mateixa manera, substituir la " R " a R /200 a la tercera línia per 2,02 dona 70 al numerador, mostrant que la regla del 70 és més precisa per a interessos compostos periòdicament al voltant del 2%.
Alternativament, la regla EM s'obté si s'utilitza directament l'aproximació de Taylor de segon ordre.

### Composició contínua
Per a la combinació contínua, la derivació és més senzilla i dona una regla més precisa:
{\displaystyle {\begin{array}{ccc}(e^{r})^{p}&=&2\\e^{rp}&=&2\\\ln e^{rp}&=&\ln 2\\rp&=&\ln 2\\p&=&{\frac {\ln 2}{r}}\\&&\\p&\approx &{\frac {0.693147}{r}}\end{array}}}